# Kristi födelses kyrka, Vjalikaje Stsikleva
Kristi födelses kyrka (belarusiska: Царква Раства Хрыстова; translitteration: Tsarkva Rastva Hrystova) är en belarusisk-ortodox kyrkobyggnad belägen i byn Vjalikaje Stsikleva i Minsks voblast, i centrala Belarus.
Kyrkan är helgad åt Kristi födelse och tillhör Minsks stift.

## Historik
Kristi födelses kyrka i Vjalikaje Stsikleva uppfördes i början av 2000-talet och arkitekten till kyrkan var Lukjančyk Mykola Josifovytj.

## Bilder

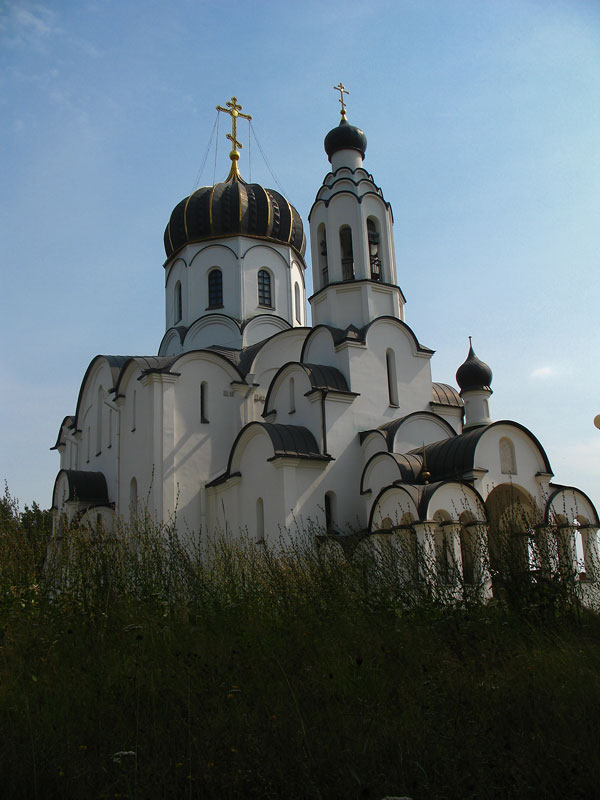
Kyrkan framifrån.